# Вінаго світлоголовий
Вінаго світлоголовий (Treron phayrei) — вид голубоподібних птахів родини голубових (Columbidae). Мешкає в Гімалаях і Південно-Східній Азії. Раніше вважався конспецифічним з вінаго-помпадуром.

## Опис

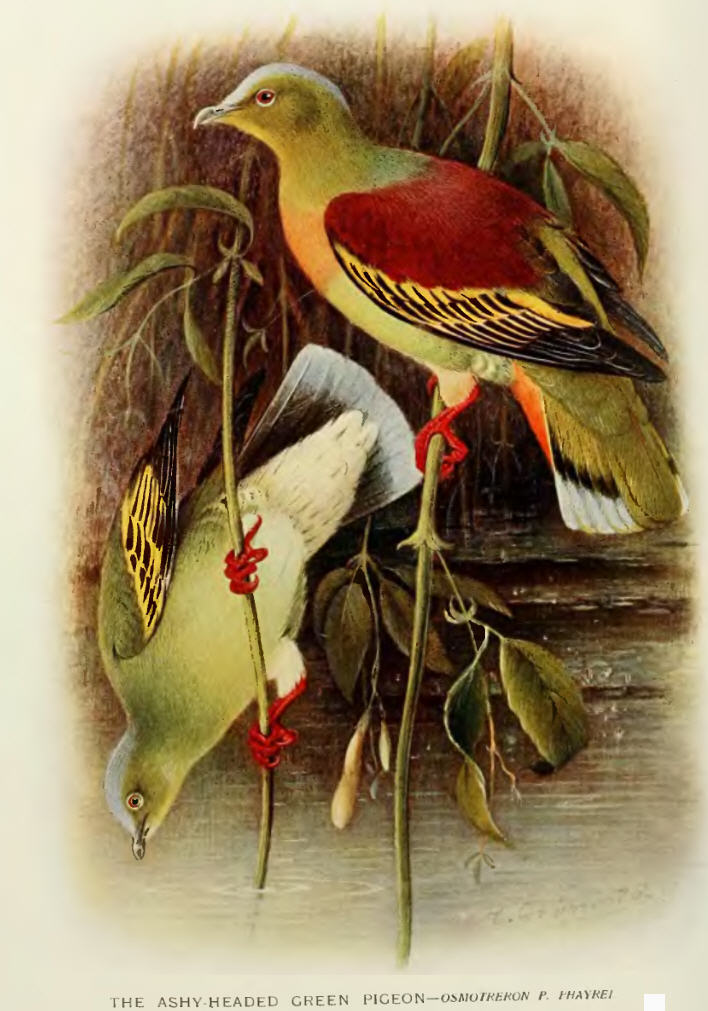
Світлоголові вінаго

Довжина птаха становить 27 см. Виду притаманний статевий диморфізм. У самців лоб, тім'я і потилиця сірі, обличчя має оливковий відтінок. Задня частина шия темно-оливкова, верхня частина тіла яскраво-бордова. Покривні пера крил темно-оливкові або чорні з жовтими краями. Махові пера чорні з вузькими жовтими краями. Нижня частина спини темно-оливкова, верхні покривні пера хвоста дещо світліші. Центральні стернові пера яскраво-оливкові, решта стернових пер зверху оливкові або сірі, на центральних стернових перах є широка сірувата смуга. Підборіддя і горло і груди тьмяно-оливкові, на грудях оранжева смуга. Живіт і стегна тьмяно-сіро-зелені, пера на стегнах мають широкі жовті края. Гузка рудувато-коричнева, стернові пера знизу чорні з широкою сіруватою смугою. Райдужки рожеві з блакитним кільцем, навколо очей сині кільця. Восковиця і дзьоб біля основі зеленувато-сірі, кінець дзьоба синювато-роговий, лапи червонувато-коричневі. У самиць верхня частина тіла темно-оливкова, оранжева пляма на грудях у них відсутня. Нижні покривні пера хвоста світло-охристі з темними сіро-зеленими стрижнями.

## Підвиди
Виділяють два підвиди:
- T. p. conoveri Rand & Fleming, RL, 1953 — Непал;
- T. p. phayrei (Blyth, 1862) — від Північно-Східної Індії через М'янму до Юньнаню і південного Індокитаю.

## Поширення і екологія
Світлоголові вінаго мешкають в Індії, Непалі, Бутані, Бангладеш, М'янмі, Таїланді, Китаї, В'єтнамі, Лаосі і Камбоджі. Вони живуть у вологих тропічних лісах. Зустрічаються невеликими зграйками до 12 птахів, в Гімалаях на висоті до 1500 м над рівнем моря, на решті ареалу на висоті до 1000 м над рівнем моря, в Камбоджі на висоті до 450 м над рівнем моря. Живляться плодами. Гніздо являє собою невелику платформу з гілочок. В кладці 2 білих яйця, інкубаційний період триває 12-14 днів.

## Збереження
МСОП класифікує стан збереження цього виду як близький до загрозливого. Світлоголовим вінаго загрожує знищення природного середовища.